# Astroecologia

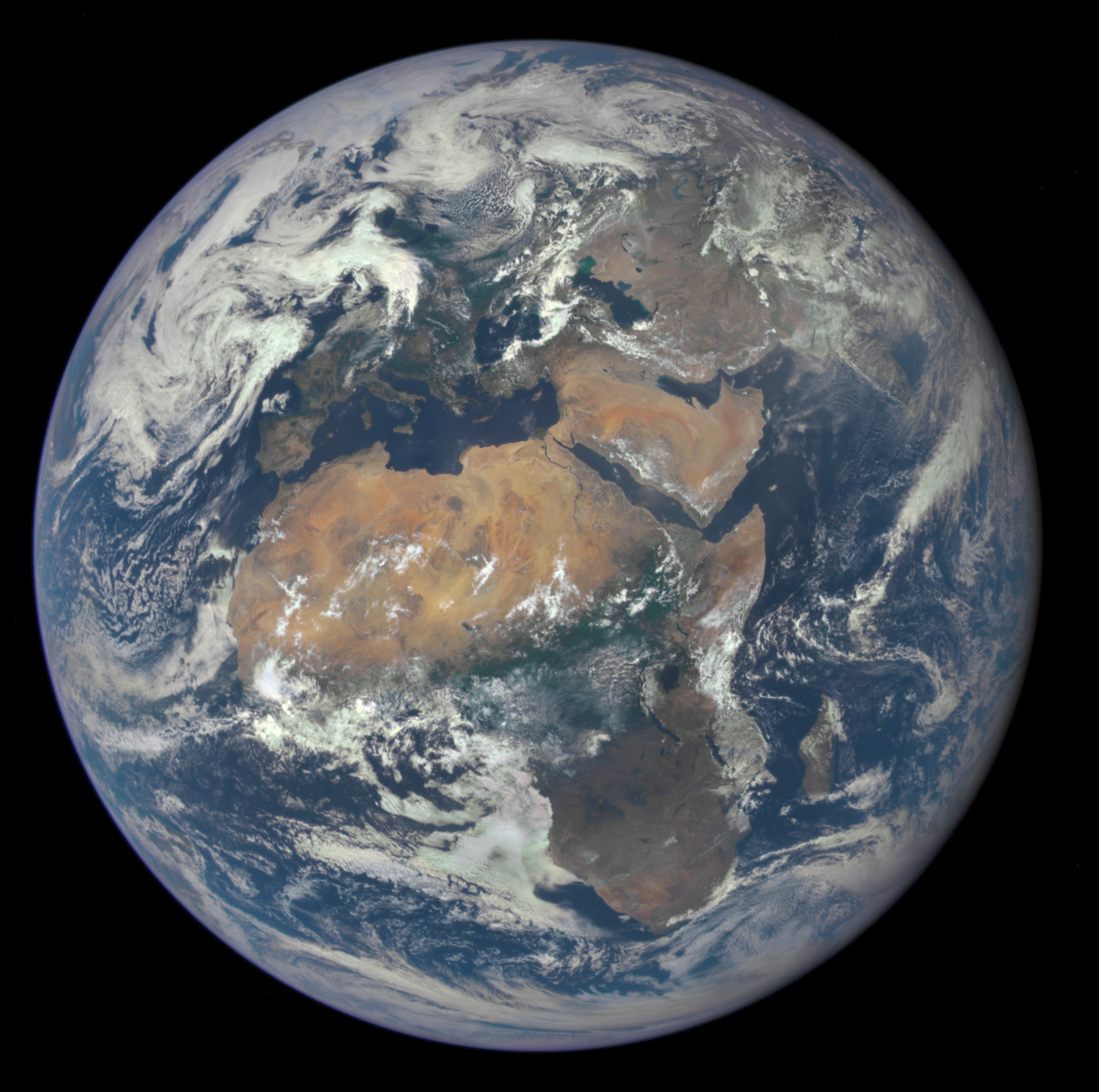
O planeta Terra. A ecologia contribui com o entendimento sobre a vida, seja no planeta Terra e fora dele.

A astroecologia é um ramo científico que combina ecologia e astrobiologia. Ela estabelece conexões entre a ecologia terrestre e a astrobiologia, explorando como os conhecimentos ecológicos adquiridos no planeta Terra podem ser extrapolados para o espaço e como a astrobiologia pode avançar ao levar a ecologia em consideração. Essa definição surge em um contexto de aplicação de conceitos da ecologia espacial em hipóteses astrobiológicas. 
Um outro conceito para a astroecologia diz respeito às interações da vida com ambientes e recursos espaciais, em planetas, asteroides e cometas. Investigações experimentais sugerem que os materiais condritos marcianos e carbonáceos podem suportar culturas de bactérias, algas e plantas (aspargos, batata), com alta fertilidade do solo.